# Sky Sport Calcio
Sky Sport Calcio è un canale televisivo italiano edito da Sky Italia, la cui programmazione è interamente dedicata ai campionati di Serie A maschile e femminile (di cui trasmette anche la Coppa Italia).
Il canale inizia le trasmissioni il 2 luglio 2018 con il nome di Sky Sport Serie A, prendendo il posto di Sky Supercalcio, in seguito ad una riorganizzazione dei canali Sky Sport. È visibile agli abbonati del pacchetto Sky Calcio ed è posizionato al canale 202. Dal 1º agosto 2018 è disponibile anche sul digitale terrestre in HD sul canale 473 e in SD sul canale 483.
Dal 21 luglio all'11 agosto 2018 il canale diventa Sky Sport ICC.
In caso di più partite in contemporanea, il canale è coadiuvato da una serie di canali attivati per l'occasione e posizionati tra le LCN 251 e 262 della piattaforma satellitare, mentre sulle LCN 484, 485, 486 della piattaforma terrestre.
A seguito di una riorganizzazione e alla perdita dei diritti della maggior parte delle partite del campionato di Serie A, il 1º luglio 2021 il canale assume l'attuale denominazione.
L'8 marzo 2022 viene aggiunta la versione HD sul digitale terrestre.
Il 4 dicembre 2023 cessa le proprie trasmissioni sul digitale terrestre.

## Diritti televisivi
- Serie A (3 partite per ogni turno in co-esclusiva, per un totale di 114 partite su 380 stagionali fino alla stagione 2028/2029)
- Serie B (tutte le partite in co-esclusiva compresi play-off e play-out fino alla stagione 2026/2027)
- Serie C (1143 partite in esclusiva nazionale e 48 partite in co-esclusiva a stagione con regular season, play-off, play-out, Coppa Italia Serie C dagli ottavi alla finale e Supercoppa Serie C fino alla stagione 2024/2025)

## Loghi

2 luglio 2018 - 19 settembre 2020
19 settembre 2020 - 1º luglio 2021
In uso dal 1º luglio 2021